# Foudre de Catatumbo
Pour les articles homonymes, voir Catatumbo (homonymie).
La foudre de Catatumbo, en espagnol Relámpago del Catatumbo, est un phénomène météorologique localisé au Venezuela. Il consiste en un orage caractérisé par ses fréquents et puissants éclairs qui se produit de 140 à 160 nuits par an pendant une dizaine d'heures à chaque fois et avec une fréquence de 280 éclairs par heure. Cet orage se développe en un endroit précis, au-dessus de l'embouchure du río Catatumbo lorsqu'il se jette dans le lac de Maracaibo. Un des premiers à rapporter ce phénomène fut l'explorateur et scientifique allemand Alexander von Humboldt.

## Caractéristiques
Contrairement au comportement habituel des orages qui sont des phénomènes transitoires, les orages de Catatumbo ont toujours lieu au même endroit et peuvent être observés de 140 à 160 nuits par an durant une dizaine d'heures. La foudre commence environ une heure après le coucher du soleil et peut donner jusqu'à 20 000 éclairs par nuit au pied des montagnes entourant la plaine de Maracaibo qui elle-même est souvent exempte de nuages.
Ces éclairs sont visibles très loin dans les Caraïbes, parfois jusqu'à 500 km de là à Aruba d'où son surnom de « phare de Maracaibo ». La foudre est souvent orange et rouge. Le tonnerre n'est souvent pas audible, ou seulement comme un bruit très lointain.

## Causes

### Mouvement des masses d'air
Déjà en 1911, l'étude de Melchor Centeno attribue l'origine des orages à la circulation fermée des vents dans la région. Ces orages résultent ainsi des vents du nord-est qui entrent sur le lac par le seul côté plat, provenant des plaines marécageuses environnantes. Il pousse alors la masse d’air chaud et humide vers les contreforts des Andes, la serranía de Perijá (3 630 m) et la cordillère de Mérida (4 978 m), qui enferment la plaine maritime sur trois côtés. Le vent accélère au coucher du soleil à très bas niveau, formant un courant-jet de bas niveau de barrière, à cause de l'inversion de température entre la plaine et la montagne.
L'air soulevé rencontre en altitude de l'air plus frais venant des montagnes ce qui donne des conditions instables déclenchant des orages à répétition qui produisent de la foudre. Le phénomène se caractérise par une scintillation incessante du ciel, le plus souvent à travers la masse nuageuse, et des éclairs d'une hauteur de 2 à 10 km (voire davantage). Les éclairs se déchaînent à peu près une heure après le crépuscule alors que le courant-jet se forme. Cette régénération d'orages au même endroit est due à la persistance des conditions atmosphériques décrites.

### Hypothèses supplémentaires
Pour expliquer le taux anormalement intense de foudre dans ces orages, plusieurs hypothèses furent émises pour identifier un accroissement des charges au sol favorisant le déclenchement des éclairs. De 1966 à 1970, Andrew Zavrostky a mené trois campagnes dans le pays avec l'aide de l’Université des Andes. Il conclut que les éclairs ont plusieurs épicentres : dans les marécages du Parc National Juan Manuel de Aguas, à Claras Aguas Negras, et dans l'ouest du lac Maracaibo. En 1991, il a émis l'hypothèse que c'étaient là les points où les masses d'air froid et d'air chaud se rencontraient pour donner les cumulonimbus, mais ajoutait comme effet favorisant les décharges électriques depuis ces nuages la présence d'uranium dans les roches du sous-sol.
De 1997 à 2000, Nelson Falcón a mené diverses recherches et proposé un premier modèle décrivant le mécanisme des orages de Catatumbo. Selon son hypothèse, les masses de méthane dégagées par les marécages et les dépôts de pétrole dans la région favoriseraient la production de foudre en produisant des aérosols ionisés qui facilitent le processus de séparation de charge,. Cependant, d'autres études démontrèrent que ce modèle n'est pas en accord avec la distribution saisonnière de la foudre à Catatumbo qui devrait être plus intense durant la saison sèche (janvier et février) et moindre durant la saison des pluies (avril-mai et septembre-octobre),.

## Prévisibilité
Une étude publiée en 2016 démontre qu'il est possible de prévoir ces orages dans le bassin du lac Maracaibo quelques mois à l'avance avec les variations du courant-jet de bas niveau dans ce secteur. La position de celui-ci dépend de la proximité de la zone de convergence intertropicale influencée par la phase de l'ENSO et la position du courant-jet de bas niveau des Caraïbes. Cette étude montre que cette relation est meilleure qu'un indice reposant sur une combinaison journalière des vents et de l'énergie potentielle de convection disponible.

## Impact social et touristique
La foudre de Catatumbo est une fierté nationale vénézuélienne, en particulier dans l'État du nord-ouest de Zulia qui l'a inclus dans son drapeau officiel. Les paroles de l'hymne de l'État, dont l'auteur est Udón Pérez, comprend aussi un verset qui se réfère à ce phénomène. D'autres chants y font aussi référence.
Le groupe ethnique Wari définit le phénomène comme la concentration tous les soirs de millions de « lucioles » à Catatumbo pour rendre hommage aux parents de la création, tandis que les Yucpas et les Wayuus l'attribuent à la présence des esprits « guajiros » qui brillent comme une sorte de message.
La tentative de Francis Drake en 1595 de mettre à sac Maracaibo fut déjouée quand la garnison de la ville repéra sa flotte sous la clarté de la foudre. Pendant la guerre d'indépendance, le phénomène a servi de phare pour l'amiral José Prudencio Padilla qui a réussi à vaincre les navires espagnols le 24 juillet 1823.
Le 6 janvier 2013, la foudre de Catatumbo est entrée officiellement dans le livre Guinness des records pour le plus grand nombre moyen de coups de foudre par kilomètre carré par an au monde, soit 250.

## Dans la culture populaire
- La foudre de Catatumbo est mentionnée par le personnage de Maureen Robinson dans la série Perdus dans l'espace sous le nom de "Phare de Maracaibo"[9].